# Bob Bertemes
Bob Bertemes (24 de mayo de 1993) es un deportista de Luxemburgo que compite en atletismo. Ganó una medalla de oro en el Campeonato Europeo de Atletismo por Equipos de 2019, en la prueba de lanzamiento de peso.
Fue el abanderado de Luxemburgo en la ceremonia de apertura de los Juegos Olímpicos de París 2024 junto con la jugadora de tenis mesa Xia Lian Ni.